# Болеслав Олесницкий
Болеслав Олесницкий (пол. Bolesław oleśnicki, 1293/1296 — 1320/1321) — князь (с братьями) Жаганьский, Сцинавский и Великопольский (1309—1312), князь (с братом Конрадом) Олесницкий, Намыслувский, Гнезненский и Калишский (1312—1313), самостоятельный князь Гнезненский (1313—1314) и Олесницкий (с 1313).

## Биография
Представитель силезской линии польской династии Пястов. Болеслав был третьим сыном князя Глогувского и Великопольского Генриха III и Матильды Брауншвейг-Люнебургской. После смерти отца в 1309 году вместе с братьями оказался под опекой регентского совета, во главе которого находилась его мать, вдовствующая княгиня Матильда Брауншвейг-Люнебургская. Они стали совместно править во владениях их отца, за исключением Глогува, который получила в качестве вдовьего удела их мать.
29 февраля 1312 года состоялся первый раздел наследства: Болеслав и Конрад получили в совместное управление восточную часть отцовских владений (города Олесница, Намыслув и Ключборк, Калишская и Гнезненская земли). Год спустя они решили разделить их владения, и Болеслав получил в единоличное управление Олесницу и Гнезно.
С самого начала правления сыновьям Генриха III пришлось воевать против других претендентов на владения их отца — Владислава Локетека, Болеслава III Расточителя и Генриха VI Доброго. В результате к Болеславу III и Генриху VI перешли Ураз, Волув и Любёнж, а к Владиславу — почти вся Великая Польша.
Между 1320 и 1321 годом Болеслав Олесницкий неожиданно скончался. Он был похоронен в часовне Святой Ядвиги в монастыре Тшебница. Так как он не имел ни жены, ни детей, то его владения унаследовал брат Конрад.